# 1874 a tudományban
Az 1874. év a tudományban és a technikában.

## Fizika
- Karl Ferdinand Braun német feltaláló, Nobel-díjas fizikus fölfedezi a félvezetők egyenirányító hatását
- Georg Cantor a Journal für die reine und angewandte Mathematik című folyóiratban cikket publikál, mely a modern halmazelmélet születésének tekinthető

## Születések
- január 5. – Joseph Erlanger Nobel-díjas amerikai fiziológus († 1965)
- február 15. – Ernest Shackleton angol-ír származású brit felfedező, Antarktisz-kutató († 1922)
- április 25. – Guglielmo Marconi fizikai Nobel-díjas olasz feltaláló († 1937)
- június 15. – Böckh Hugó geológus, a Magyar Királyi Földtani Intézet igazgatója, a szénhidrogén-kutatás nemzetközileg kiemelkedő alakja, az ásványtan és földtan professzora” († 1931)
- szeptember 3. – Carl Störmer norvég geofizikus, matematikus († 1957)
- október 13. – Hirajama Kijocugu japán csillagász († 1943)
- november 29. – António Egas Moniz portugál neurológus, 1949-ben (megosztva) elnyerte a fiziológiai és orvostudományi Nobel-díjat († 1955)

## Halálozások
- február 17. – Adolphe Quetelet belga csillagász és matematikus (* 1796)
- június 21. – Anders Jonas Ångström a színképelemzés egyik megalapítója, az ångström  hosszúságegység névadója (* 1814)
- december 7. – Rosti Pál magyar földrajztudós, néprajztudós (* 1830)